# Братушка
«Братушка» (інша назва — «Солдат з обозу», (болг. «Войникът от обоза») — спільний радянсько-болгарський художній фільм 1975 року, знятий режисером  Ігорем Добролюбовим.

## Сюжет
Вересень 1944 року. Радянські війська звільняють Болгарію від фашистського режиму. Солдат з обозу, білорус Алесь Казанок, заїжджає в придорожнє село, щоб відремонтувати кінну повозку. Місцеві жителі із захопленням зустрічають «братушку», намагаючись допомогти йому в усьому.
Вирушаючи далі, радянський солдат, на прохання болгар, береться підвезти до міста студента-підпільника Живко, засланого сюди колишньою владою. У Алеся вже є одна пасажирка — румунка Марика, звільнена радянськими бійцями з фашистського полону. Незабаром у трьох мандрівників з'являється ще один попутник — в полон Казанку здається німецький солдат Йоганн.
На шляху до міста з героями фільму відбудеться багато пригод, несподіваних зустрічей і подій…

## У ролях
- Анатолій Кузнецов —  Алесь Казанок
- Стефан Данаїлов —  Живко Георгієв
- Світлана Тома —  Маріка, колишня румунська полонянка
- Володимир Басов —  Йоганн, німецький солдат
- Нікола Тодев —  обхідник
- Мілка Туйкова —  Льоля Стоян
- Іван Цветарський —  доктор
- Георгій Бахчеванов —  командир партизанського загону
- Пенко Пенков —  болгарський партизан
- Іван Григоров —  сільський мельник
- Володимир Давчев —  мельник
- Микола Клісуров —  селянин при млині
- Іван Гайдарджиєв —  бай Флоро

## Знімальна група
- Режисер — Ігор Добролюбов
- Сценаристи — Славчо Дудов, Олексій Леонтьєв, Атанас Ценєв
- Оператори — Григорій Масальський, Цанчо Цанчев
- Композитор — Ян Френкель
- Художники — Володимир Дементьєв, Любен Трипков